# Перетин розшарування

## Визначення

Перетин s розшарування p : E → B. Перетин s ідентифікує базовий простір B з підпростором s(B) просторуE.

Нехай {\displaystyle (E,B,\pi ,F)}  — локально тривіальне розшарування з загальним простором {\displaystyle E}, базовим простором {\displaystyle B}, проективним відображенням {\displaystyle \pi \colon E\to B} і стандартним шаром {\displaystyle F}. Перетином розшарування (іноді використовується термін переріз розшарування) називається ін'єктивне неперервне відображення  {\displaystyle s\colon B\to E,} таке що
{\displaystyle (\pi \circ s)(x)=\pi (s(x))=x}
для всіх {\displaystyle x\in B}. Таким чином відображення {\displaystyle s} є правим оберненим до відображення {\displaystyle \pi }. Множину всіх (глобальних) перетинів позначають {\displaystyle \Gamma (B,E)} або просто {\displaystyle \Gamma (E)}.
У диференціальній геометрії {\displaystyle E}, {\displaystyle B} і {\displaystyle F} є гладкими многовидами, відображення {\displaystyle \pi \colon E\to B} теж є гладким і в означення перетину теж вимагається диференційовність того ж класу.

## Приклади
- Нехай {\displaystyle (F\times B,B,\pi ,F)} є тривіальним розшаруванням і {\displaystyle \pi \colon F\times B\to B} є простою проєкцією на другий аргумент. Тоді перетин {\displaystyle s\colon B\to F\times B} є ізоморфним до деякого неперервного відображення {\displaystyle B\to F.}
- Багато важливих об'єктів у топології і диференціальній геометрії можуть бути визначені як перетини відповідних розшарувань. Зокрема:

1. Векторне поле {\displaystyle v} на многовиді {\displaystyle M} є перетином {\displaystyle v\colon M\to TM}, дотичного розшарування {\displaystyle x\in T_{p}M} на многовиді{\displaystyle M}.
2. Подібним чином диференціальна форма степеня {\displaystyle k} — це гладкий перетин {\displaystyle k}-ого зовнішнього степеня кодотичного розшарування многовиду.
3. Більш загально тензорне поле типу {\displaystyle (p,\;q)} є перетином тензорного розшарування типу {\displaystyle (p,\;q)}.

## Локальні і глобальні перерізи
Коли перетин визначений на всьому базовому просторі він називається глобальним. Якщо натомість {\displaystyle U\subset B} — відкрита підмножина і для розшарування {\displaystyle (E,U,\pi ,F)} існує перетин {\displaystyle s\colon U\to E} такий що  {\displaystyle \pi (s(x))=x} для всіх {\displaystyle x\in U} то цей переріз називається локальним. З локальної тривіалізації очевидно, що кожне локально тривіальне розшарування має локальні перерізи в околі кожної своєї точки.
Натомість розшарування може не мати глобального перетину. Наприклад стрічка Мебіуса з видаленим нульовим перетином є локально тривіальним розшаруванням з базовим простором {\displaystyle S^{1}} (звичайним колом) і стандартним шаром {\displaystyle \mathbb {R} \setminus \{0\}}. На цьому розшаруванні немає глобального перетину.
Іншим прикладом може бути, наприклад, реперне розшарування на кулі {\displaystyle S^{2}}, тобто розшарування де {\displaystyle B=S^{2}} і для кожної точки {\displaystyle x\in S^{2}} елементами шару {\displaystyle \pi ^{-1}(x)} є всі упорядковані базиси дотичного простору {\displaystyle T_{x}S^{2}}. Глобального перетину для цього розшарування немає оскільки не існує навіть всюди ненульового векторного поля на кулі.
Натомість кожне векторне і тензорне розшарування мають глобальні перетини (зокрема нульові перетини). Головне розшарування має глобальний перетин тоді і тільки тоді, коли воно є тривіальним.